# Casa Botines

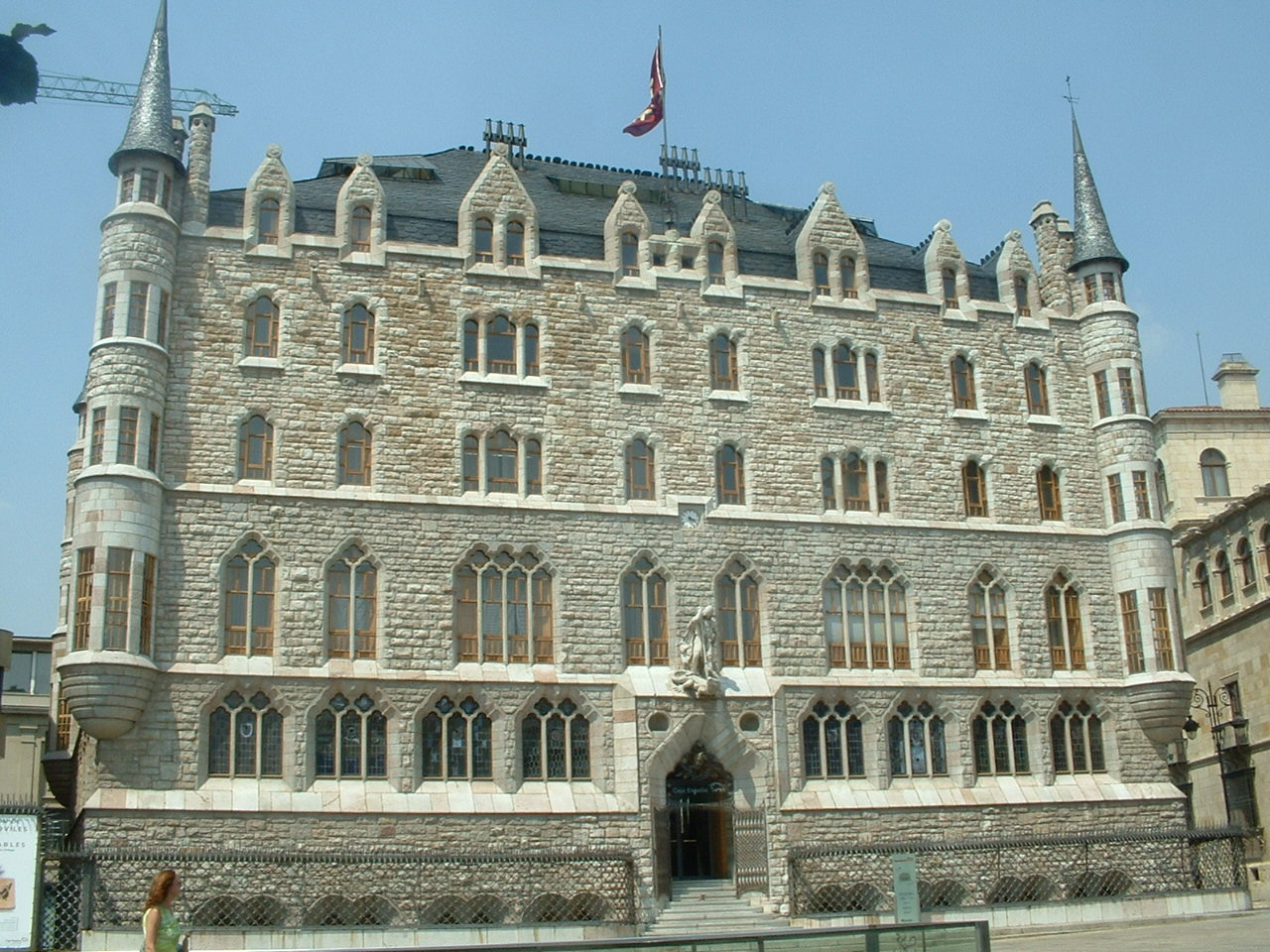
Casa Botines

A Casa Botines, Casa de Botines, Casa dos Botines, ou simplesmente Botines, (cujo verdadeiro nome é Casa Fernández-Andrés) é um edifício desenhado pelo arquitecto espanhol Antoni Gaudí. Situa-se em Leão, Espanha e foi construído de 1892 a 1893.